# Imboden (Arkansas)
Imboden è un comune degli Stati Uniti d'America, situato in Arkansas, nella contea di Lawrence.